# V887 Геркулеса
V887 Геркулеса (лат. V887 Herculis), HD 335675 — одиночная переменная звезда в созвездии Геркулеса на расстоянии (вычисленном из значения параллакса) приблизительно 6984 световых лет (около 2141 парсек) от Солнца. Видимая звёздная величина звезды — от +12,33m до +12,09m.
Открыта Брюсом Гривнаком в 1987 году***.

## Характеристики
V887 Геркулеса — жёлто-белая пульсирующая полуправильная переменная звезда типа SRD (SRD:) спектрального класса F3Ib**, или F5. Светимость — около 3500 солнечных. Эффективная температура — около 6700 K.